# شهرستان (ایالات متحده آمریکا)

شهرستان‌های آمریکا بر روی نقشه

در ایالات متحده آمریکا، شهرستان یک تقسیم‌بندی جغرافیایی از یک ایالت است که معمولاً دارای درجه‌ای از اختیارات حکومتی است. واژهٔ کاوْنْتی (به انگلیسی: County) در ۴۸ ایالت از ۵۰ ایالت آمریکا استفاده می‌شود در حالی که لوئیزیانا و آلاسکا تقسیمات معادلی دارند که به ترتیب بورو و پریش خوانده می‌شوند.
اختیارات دقیق حکومتی شهرستان‌ها بسته به ایالت بسیار متفاوت است، بعضی‌ها سطوحی از خدمات را به شهرک‌ها، شهرداری‌ها و محدوده‌های ثبت‌نشده ارائه می‌کنند. بعضی شهرداری‌ها در محدوده چند شهرستان واقع شده‌اند؛ نیویورک از این جهت یکتاست که به پنج شهرستان تقسیم شده‌است که در سطح حکومت شهری به آنها بخش‌های شهر نیویورک گفته می‌شود. برخی شهرداری‌ها با حکومت‌های شهرستانی خود ادغام شده‌اند و تشکیل شهر-شهرستان واحد داده‌اند، یا به‌طور قانونی از شهرستان‌های خود جداشده و تشکیل شهرهای مستقل را داده‌اند. متقابلاً، آن شهرستان‌ها در کنتیکت، , رود آیلند، ۱۴ شهرستان در ماساچوست، و بوروی سازمان نیافته، آلاسکا هیچ اختیار حکومتی ندارند و صرفاً از نظر جغرافیایی متمایزند. هم‌اکنون ۳۱۴۳ شهرستان یا معادل آن در آمریکا وجود دارد.